# Röchling-Kapelle

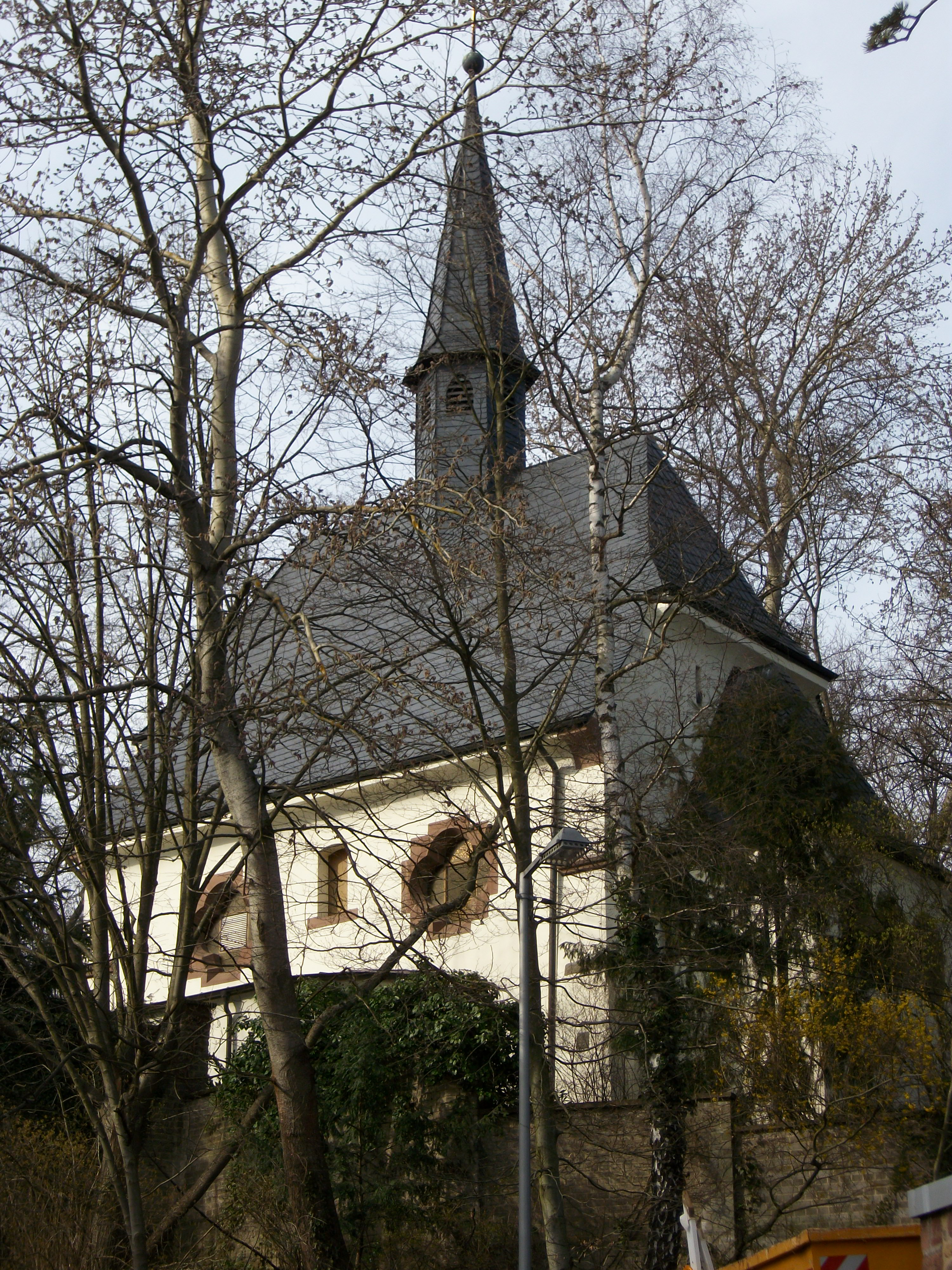
Seitenansicht der Kapelle

Die Röchling-Kapelle, auch Grabkapelle Röchling, ist eine Privatkapelle der Unternehmerfamilie Röchling in Saarbrücken. Sie steht als Einzeldenkmal unter Denkmalschutz.

## Geschichte
Nachdem das Ehepaar Carl und Alwine Röchling jahrzehntelang in St. Johann gewohnt hatten, ließen sie im Villenviertel Am Triller eine repräsentative Villa mit einem großzügigen Park errichten. Am südwestlichen Ende des Gartengrundstücks ließen sie in den Jahren 1907/08 von dem Metzer Architekten Franz Josef Hermüller (1866–1950) eine Grabkapelle mit Gruft erbauen. Nach Verwüstungen im Zweiten Weltkrieg wurde die Gruft 1964 geschlossen. 1993 sanierte man die Kapelle umfassend und stellte den historischen Zustand wieder her. In der Gruft der Grabkapelle sind 22 Mitglieder der Familie Röchling bestattet.
Zwischen 2013 und 2015 wurde die Kapelle erneut saniert. Dabei mussten vor allem Feuchtigkeitsschäden im Untergeschoss beseitigt werden. 

## Architektur
Dem kleinen neugotischen Saalbau mit zwei Kreuzgratgewölben schließt sich ein querrechteckiger Chor an. Die vier Fenster im Saal wurden in Vierpassform ausgeführt, der Chor besitzt drei Rundbogenfenster. Auf dem steilen Krüppelwalmdach sitzt zentral ein schmaler hoher Dachreiter mit Glocke. Über dem Rundbogenportal war ursprünglich eine Sandsteinskulptur mit einer Kreuzigungsgruppe in eine flache Nische des Mauerwerks eingelassen. Heute prangt dort das Familienwappen der Röchlings. Äußerlich wurde der weiß gestrichene Putzbau über einem groß bossierten Sandsteinsockel errichtet.
Das Erdgeschoss ist als Andachtsraum mit hölzernem Ambo ausgestattet. Im Chor hängt ein Kreuz des Künstlers Horst Linn. In den Längsseiten wurden den Mauern Wandscheiben vorgesetzt mit Nischen für Urnen. Den spitzbogige Chorbogen mit rundbogigem Durchlass ziert ein buntes Glasmosaik in dessen zentraler Aureole eine Christusfigur erscheint, die mit zwei erhobenen Händen im Gestus der Fürbitte erscheint. Umgeben ist diese Figur von einem vegetabilen Rankenspiel mit fünfblättrigen Rosen und grünen Kelchblättern. Das Mosaik stammt von der Firma Puhl & Wagner.
Im Zentrum des Raumes wurde eine ummauerte Öffnung geschaffen, über die mittels eines mechanischen Aufzugs der Firma Kreuther und Söhne Särge in das Untergeschoss abgesenkt werden konnten. Marmortafeln erinnern an verstorbene Familienmitglieder, die nicht in der Kapelle beigesetzt wurden. Auf der rechten Seite führt ein Treppenabgang zu einem kleinen Balkon mit Blick in den großen Raum der Krypta.
Die Grufträume im Untergeschoss betritt man über einen Seiteneingang neben dem Hauptportal. Die Wände dieses Gruftraumes sind mit zahlreichen Urnennischen ausgestattet und werden über ein großes Rundfenster im Sandsteinsockel der Kirche mit Tageslicht beleuchtet. Vom zentralen Raum gehen Nebenräume ab, die ursprünglich für Sargbestattungen vorgesehen waren. In einem Nebenraum mit Eisengittertor sind sechs Mitglieder der Familie in Särgen bestattet. Als Verblendung dienen schwarzen Labradoritplatten.